# Primo Tapia
Primo Tapia är en ort i Mexiko.   Den ligger i kommunen Playas de Rosarito och delstaten Baja California, i den nordvästra delen av landet, 2 300 km nordväst om huvudstaden Mexico City. Primo Tapia ligger 62 meter över havet och antalet invånare är 5 039.
Terrängen runt Primo Tapia är lite kuperad. Havet är nära Primo Tapia åt sydväst. Runt Primo Tapia är det tätbefolkat, med 913 invånare per kvadratkilometer. Närmaste större samhälle är Rosarito, 19,8 km nordväst om Primo Tapia. Omgivningarna runt Primo Tapia är i huvudsak ett öppet busklandskap.